# Muktar Edris
Muktar Edris (Siltʼe, 14 de janeiro de 1994) é um fundista etíope, bicampeão mundial e campeão mundial júnior dos 5000 metros.
Surgiu no atletismo internacional aos 18 anos ao se sagrar campeão mundial júnior dos 5 000 m em Barcelona 2012. Cinco anos depois ganhava a medalha de ouro no Campeonato Mundial de Atletismo de 2017, em Londres, derrotando o atleta "da casa" e multimedalhista olímpico e mundial,o britânico Mo Farah. Se tornou bicampeão mundial vencendo os 5 000 m no Mundial seguinte, Doha 2019.